# Donzelotauropus christiani
Donzelotauropus christiani är en mångfotingart som först beskrevs av Ulf Scheller 2007.  Donzelotauropus christiani ingår i släktet Donzelotauropus och familjen fåfotingar. Inga underarter finns listade i Catalogue of Life.